# Tsjecho-Slowakije op de Olympische Winterspelen 1984
Tijdens de Olympische Winterspelen van 1984, die in Sarajevo (Joegoslavië) werden gehouden, nam Tsjecho-Slowakije voor de veertiende keer deel.

## Medailleoverzicht
| Sport          | Olympiër                                                     | Discipline           | Medaille |
| -------------- | ------------------------------------------------------------ | -------------------- | -------- |
| Langlaufen     | Dagmar Švubová Blanka Paulů Gabriela Svobodová Květa Jeriová | 4x5 km estafette (v) | Zilver   |
| IJshockey      | Olympisch team                                               | mannen               | Zilver   |
| Alpineskiën    | Olga Charvátová                                              | afdaling (v)         | Brons    |
| Kunstrijden    | Jozef Sabovčík                                               | mannen               | Brons    |
| Langlaufen     | Květa Jeriová                                                | 5 km (v)             | Brons    |
| Schansspringen | Pavel Ploc                                                   | grote schans (m)     | Brons    |

## Deelnemers en resultaten

### Alpineskiën
| Olympiër                  | Discipline       | Resultaat | Prestatie                       |
| ------------------------- | ---------------- | --------- | ------------------------------- |
| Olga Charvátová           | afdaling (v)     | Brons     | 1.13,53 (+0,17)                 |
| Olga Charvátová           | reuzenslalom (v) | 8e        | 2.22,57 (+1,59) 1.09,94+1.12,63 |
| Olga Charvátová           | slalom (v)       | 10e       | 1.38,66 (+2,19) 49,65+49,01     |
| Alexandra Mařasová        | reuzenslalom (v) | 26e       | 2.26,37 (+5,39) 1.12,59+1.13,78 |
| Alexandra Mařasová        | slalom (v)       | dnf-1     | opgave run 1                    |
| Jana Gantnerová-Šoltýsová | afdaling (v)     | 5e        | 1.14,14 (+0,78)                 |
| Jana Gantnerová-Šoltýsová | reuzenslalom (v) | dnf-2     | opgave run 2                    |
| Ivana Valešová            | afdaling (v)     | 24e       | 1.16,43 (+3,07)                 |
| Ivana Valešová            | reuzenslalom (v) | 28e       | 2.26,71 (+5,73) 1.12,17+1.14,54 |
| Ivana Valešová            | slalom (v)       | dnf-1     | opgave run 1                    |

### Biatlon
| Olympiër                                            | Discipline             | Resultaat | Prestatie                                                                                       |
| --------------------------------------------------- | ---------------------- | --------- | ----------------------------------------------------------------------------------------------- |
| Zdeněk Hák                                          | 10 km (m)              | 23e       | 33.19,3 (+2.25,5) pen.: 3 (1 / 2)                                                               |
| Zdeněk Hák                                          | 20 km (m)              | 15e       | 1:19.05,5 (+7.12,8) pen.: 6 (2 / 2 / 0 / 2)                                                     |
| Vítězslav Jureček                                   | 10 km (m)              | 13e       | 32.26,5 (+1.32,7) pen.: 0 (0 / 0)                                                               |
| Jan Matouš                                          | 10 km (m)              | 9e        | 32.10,5 (+1.16,7) pen.: 3 (1 / 2)                                                               |
| Jan Matouš                                          | 20 km (m)              | 10e       | 1:16.39,0 (+4.46,3) pen.: 5 (0 / 1 / 0 / 4)                                                     |
| Jaromír Šimůnek                                     | 20 km (m)              | 25e       | 1:21.04,3 (+9.11,6) pen.: 6 (1 / 3 / 1 / 1)                                                     |
| Jaromír Šimůnek Zdeněk Hák Peter Zelinka Jan Matouš | 4x7,5 km estafette (m) | 6e        | 1:42.40,50 (+3.48,8) pen.: 4-11 (0-2 / 0-3 / 1-3 / 3-3) (25.59,5 / 25.06,4 / 26.16,2 / 25.18,4) |

### Kunstrijden
| Olympiër                 | Discipline | Resultaat | Prestatie                                                      |
| ------------------------ | ---------- | --------- | -------------------------------------------------------------- |
| Jozef Sabovčík           | mannen     | Brons     | 7,4 punten (verpl. figuren: 4 - korte kür: 5 - lange kür: 3)   |
| Jindra Holá Karol Foltán | ijsdansen  | 13e       | 26,2 punten (verpl. dans: 14 - org. dans: 12 - vrije dans: 13) |

### Langlaufen
| Olympiër                                                     | Discipline           | Resultaat | Prestatie                                                 |
| ------------------------------------------------------------ | -------------------- | --------- | --------------------------------------------------------- |
| Miloš Bečvář                                                 | 15 km (m)            | 29e       | 44.00,8 (+2.35,2)                                         |
| Miloš Bečvář                                                 | 30 km (m)            | 27e       | 1:34.37,2 (+5.40,9)                                       |
| Miloš Bečvář                                                 | 50 km (m)            | 23e       | 2:25.23,7 (+9.27,9)                                       |
| Pavel Benc                                                   | 15 km (m)            | 46e       | 46.03,8 (+4.38,2)                                         |
| Pavel Benc                                                   | 30 km (m)            | 34e       | 1:36.30,3 (+7.34,0)                                       |
|                                                              |                      |           |                                                           |
| Květa Jeriová                                                | 5 km (v)             | Brons     | 17.18,3 (+14,3)                                           |
| Květa Jeriová                                                | 10 km (v)            | 10e       | 32.58,7 (+1.14,5)                                         |
| Květa Jeriová                                                | 20 km (v)            | 12e       | 1:04.56,2 (+3.11,2)                                       |
| Viera Klimková                                               | 20 km (v)            | 24e       | 1:06.59,9 (+5.14,9)                                       |
| Dagmar Švubová                                               | 5 km (v)             | 20e       | 18.15,3 (+1.11,3)                                         |
| Anna Pasiárová                                               | 10 km (v)            | 27e       | 34.35,9 (+2.51,7)                                         |
| Anna Pasiárová                                               | 20 km (v)            | 16e       | 1:05.35,7 (+3.50,7)                                       |
| Blanka Paulů                                                 | 5 km (v)             | 13e       | 17.56,6 (+52,6)                                           |
| Blanka Paulů                                                 | 10 km (v)            | 13e       | 33.07,8 (+1.23,6)                                         |
| Blanka Paulů                                                 | 20 km (v)            | 4e        | 1:03.16,9 (+1.31,9)                                       |
| Gabriela Svobodová                                           | 5 km (v)             | 15e       | 17.59,8 (+55,8)                                           |
| Gabriela Svobodová                                           | 10 km (v)            | 14e       | 33.29,1 (+1.44,9)                                         |
| Dagmar Švubová Blanka Paulů Gabriela Svobodová Květa Jeriová | 4x5 km estafette (v) | Zilver    | 1:07.34,7 (+45,0) (17.37,9 / 16.58,0 / 16.46,2 / 16.12,6) |

### Noordse combinatie
| Olympiër      | Discipline | Resultaat | Prestatie                                                                                            |
| ------------- | ---------- | --------- | --- |
| Ján Klimko    | mannen     | 22e       | 366,235 punten schans: 186,9 p 81,1 (72,0 m)+105,8 (85,0 m)+78,5 (75,0 m) 15 km: 179,335 p (51.03,1) |
| Vladimír Frák | mannen     | 25e       | 349,000 punten schans: 179,7 p 93,8 (79,0 m)+72,2 (69,0 m)+85,9 (79,0 m) 15 km: 169,300 p (52,10,0)  |

### Rodelen
| Olympiër                         | Discipline | Resultaat | Prestatie                                             |
| -------------------------------- | ---------- | --------- | ----------------------------------------------------- |
| Martin Förster                   | mannen     | 18e       | 3.10,693 (+6,435) (47,691 / 47,718 / 47,756 / 47,528) |
| Stanislav Ptáčník                | mannen     | 23e       | 3.11,645 (+7,387) (48,133 / 47,746 / 47,706 / 48,060) |
| Mária Jasenčáková                | vrouwen    | 12e       | 2.51,250 (+4,680) (42,692 / 43,171 / 42,849 / 42,538) |
| Stanislav Ptáčník Martin Förster | dubbel     | 14e       | 1.27,923 (+4,303) (44,361 / 43,562)                   |

### Schansspringen
| Olympiër          | Discipline         | Resultaat | Prestatie                                           |
| ----------------- | ------------------ | --------- | --------------------------------------------------- |
| Ladislav Dluhoš   | grote schans (m)   | 12e       | 185,5 punten 101,1 p. (106,0 m) + 84,4 p. (95,5 m)  |
| Jiří Parma        | normale schans (m) | 10e       | 202,7 punten 92,6 p. (81,0 m) + 110,1 p. (88,5 m)   |
| Jiří Parma        | grote schans (m)   | 23e       | 174,0 punten 81,8 p. (94,0 m) + 92,2 p. (100,0 m)   |
| Pavel Ploc        | normale schans (m) | 14e       | 198,5 punten 101,1 p. (86,0 m) + 97,4 p. (84,0 m)   |
| Pavel Ploc        | grote schans (m)   | Brons     | 202,9 punten 97,1 p. (103,5 m) + 105,8 p. (109,0 m) |
| Vladimír Podzimek | normale schans (m) | 39e       | 167,4 punten 88,9 p. (79,0 m) + 78,5 p. (75,0 m)    |
| Vladimír Podzimek | grote schans (m)   | 8e        | 194,5 punten 88,6 p. (98,5 m) + 105,9 p. (108,0 m)  |
| Martin Švagerko   | normale schans (m) | 42e       | 161,7 punten 84,2 p. (77,0 m) + 77,5 p. (75,0 m)    |

### IJshockey
| Olympiër | Discipline | Resultaat | Prestatie |
| --- | ---------- | --------- | --- |
| Milan Chalupa Jaroslav Benák Vladimír Caldr František Černík Miloslav Hořava Jiří Hrdina Arnold Kadlec Jaroslav Korbela Jiří Králík Vladimír Kýhos Jiří Lála Igor Liba Vincent Lukáč Dušan Pašek Pavel Richter Jaromír Šindel Radoslav Svoboda Eduard Uvíra Dárius Rusnák Vladimír Růžička | mannen     | Zilver    | Voorronde groep B: 10- 4 Tsjecho-Slowakije - Noorwegen 4- 1 Tsjecho-Slowakije - Verenigde Staten 13- 0 Tsjecho-Slowakije - Oostenrijk 7- 2 Tsjecho-Slowakije - Finland 4- 0 Tsjecho-Slowakije - Canada Finaleronde: 2- 0 Tsjecho-Slowakije - Zweden 0- 2 Tsjecho-Slowakije - Sovjet-Unie |

Andorra · Argentinië · Australië · België · Bolivia · Bondsrepubliek Duitsland · Britse Maagdeneilanden · Bulgarije · Canada · Chili · China · Chinees Taipei · Costa Rica · Cyprus · Duitse Democratische Republiek · Egypte · Finland · Frankrijk · Griekenland · Groot-Brittannië · Hongarije · IJsland · Italië · Japan · Joegoslavië · Libanon · Liechtenstein · Marokko · Mexico · Monaco · Mongolië · Nederland · Nieuw-Zeeland · Noord-Korea · Noorwegen · Oostenrijk · Polen · Puerto Rico · Roemenië · San Marino · Senegal · Sovjet-Unie · Spanje · Tsjecho-Slowakije · Turkije · Verenigde Staten · Zuid-Korea · Zweden · Zwitserland